# Bernhard Sekles

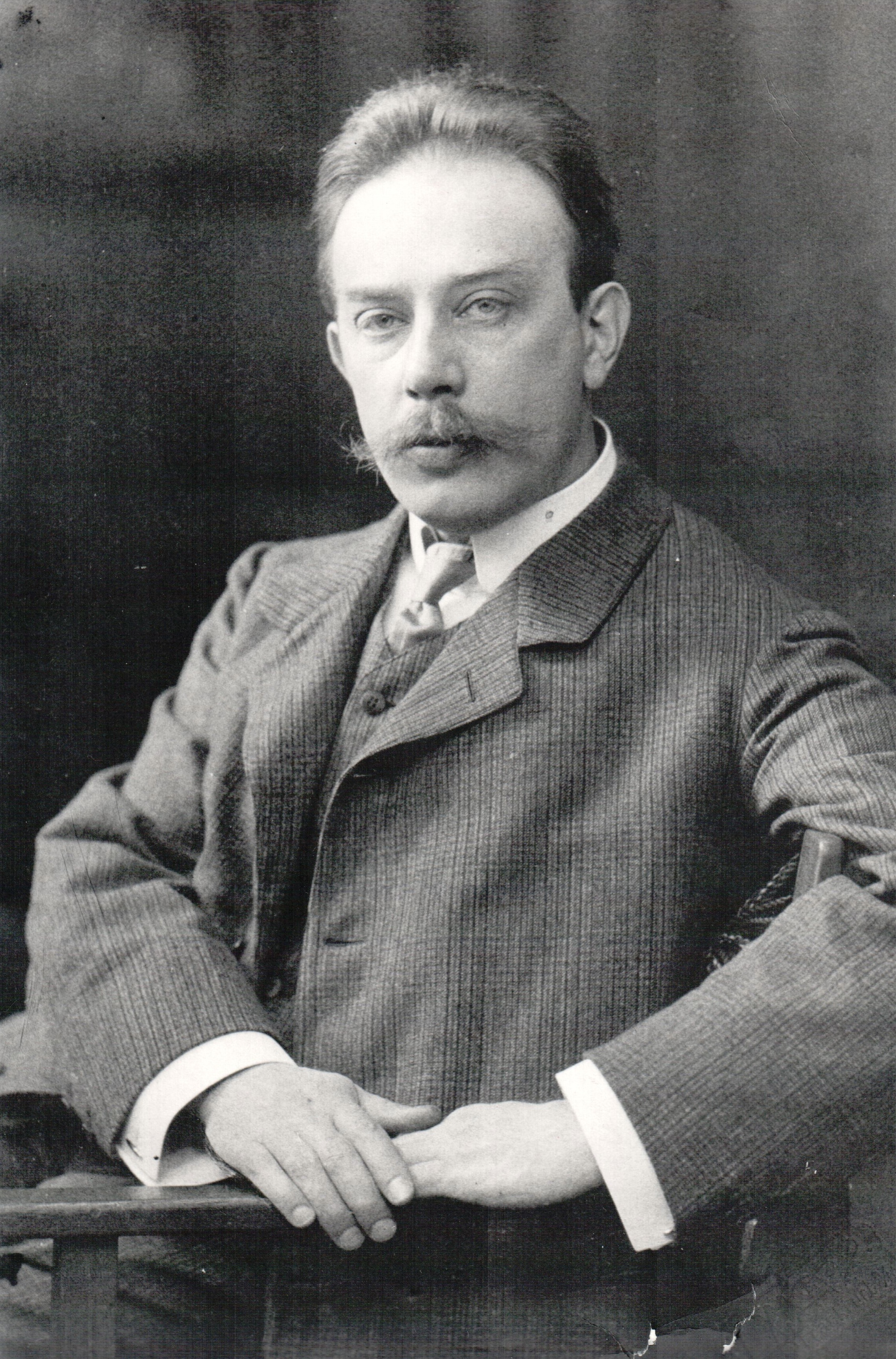
Bernhard Sekles, 1913, German composer and teacher (1872-1934)

Bernhard Sekles (20 de março de 1872 - 8 de dezembro de 1934) foi um compositor, maestro, pianista e pedagogo alemão.

## Composições selecionadas
Editores: Schott, Eulenberg, Leukart, Brockhaus, Oehler, Rather.

### Trabalhos de palco
- Der Zwerg und die Infantin, (O Aniversário da Infanta), balé, op. 22, 1913, baseado em um conto de fadas de Oscar Wilde
- Scherezade, ópera, op. 26, 1917
- Die Hochzeit des Faun, ópera cômica, 1921
- Die zehn Küsse, ópera cômica, 1926

### Orquestra
- Aus den Gärten der Semiramis, poema sinfônico, op. 19
- Kleine Suite, dem Andenken ETA Hoffmanns, op. 21
- Die Temperamente, 4 movimentos sinfônicos para grande orquestra, op. 29, 1916
- Passacaglia und Fuge para grande orquestra e órgão, op. 17, 1922
- Gesichte, miniaturas para pequena orquestra, op. 29, 1923
- Der Dybuk, prelúdio para orquestra, op. 35, 1928
- Sinfonia N° 1, op. 37, 1930

### Música de câmara
- Trio para clarinete, violoncelo e piano, op. 9
- Skizzen para piano, op. 10
- Serenata para 11 instrumentos solo, op. 14, 1907
- Divertimento para quarteto de cordas, op. 20, 1911
- Passacaglia und Fuge im vierfachen Kontrapunkt para quarteto de cordas, op. 23, 1914
- Sonate in d-moll" para violoncelo e piano, op. 28, 1919
- Quarteto de Cordas, op. 31, 1923
- Suíte Nº 1 para piano, op. 34
- Der Musik-Baukasten para piano (3 ou 4 mãos), 1930
- Chaconne über ein achttaktiges Marschthema (Chaconne em um Tema de Marcha de Oito Tempos) para viola e piano, op. 38, 1931
- Sonata para violino e piano, op. 44

### Música vocal
- "Lieder", op. 6
- Volkspoesien aus dem Rumänischen, para barítono e piano, op. 7 de 1900
- Aus >Hafis<, 4 canções para barítono e piano, op.11, 1902
- Aus dem Schi-King (Friedrich Rückert), 18 Lieder para voz aguda e piano, op. 15, 1907
- 4 Lieder auf Gedichte von Friedrich Rückert para barítono e piano, op. 18, 1911
- 4 Lieder para coro feminino e piano, op. 6, 1899
- 6 volkstümliche Gesänge para soprano, coro masculino e piano, op. 12, 1904
- Variationen über >Prinz Eugen< para coro masculino, instrumentos de sopro e percussão, op. 32, 1926
- Vater Noah para coro masculino, op. 36
- Salmo 137 para coro misto, soprano e órgão, 1933/1934 (Editado por Edmund Brownless - Laurentius-Musikverlag)

### Publicações teóricas
- Musikdiktat, exercícios de ditado, Mainz 1901
- Instrumentations-Beispiele, exemplos de instrumentação, Mainz 1912
- Musikalische Geduldspiele – Elementarschule der Improvisation, Mainz 1931
- Grundzüge der Formenlehre (regras de harmonia)
- Harmonielehre (manual de harmonia)

## Literatura
- Artigos em Die Musik in Geschichte und Gegenwart (Kassel 2006) e New Grove (Londres 2001)
- Peter Cahn: Das Hoch'sche Konservatorium 1878-1978, Frankfurt am Main: Kramer, 1979, páginas 257-270, 295-297.
- Joachim Tschiedel: Der "jüdische Scheindirektor" Bernhard Sekles und die Gründung der ersten europäischen Jazz-Klasse 1928, in: mr-Mitteilungen Nr. 20 - September 1996
- Joachim Tschiedel: Bernhard Sekles 1872 - 1934. Leben und Werk des Frankfurter Komponisten und Pädagogen, Schneverdingen 2005
- Theodor W. Adorno: Bernhard Sekles zum 50. Geburtstag, in Gesammelte Schriften Band 18, Frankfurt/Main 1984, S. 269 f.
- Theodor W. Adorno: Minima Moralia, Frankfurt/M. 1951, page 291 ff.
- Dicionário Biográfico de Músicos de Baker, (Nicolas Slonimsky, Editor) Nova York: G. Schirmer, 1958